# Grau d'un polinomi
En àlgebra  grau d'un polinomi  és el grau màxim dels exponents dels monomis que el componen. Grau té bàsicament el mateix significat quan es refereix a un polinomi o a una equació algebraica.

## Grau d'un polinomi
Donat un polinomi {\displaystyle P} en una certa variable {\displaystyle x}, el seu grau és el màxim dels exponents de {\displaystyle x} en els diferents monomis del polinomi. Se sol denotar com {\displaystyle \mathrm {gr} (P(x))}, i es pot ometre la variable si no hi ha possibilitat de confusió.
Exemple: {\displaystyle P(x)=x^{5}+4x^{3}-x^{7}+x+6x^{2}-5\quad \rightarrow \quad \mathrm {gr} (P)=7\quad [=\mathrm {gr} (-x^{7})]}
"La mateixa definició s'aplica en aquest cas: el grau d'un polinomi és el màxim dels graus dels seus monomis.
Exemple: {\displaystyle Q(x,y,z)=2x^{2}yz+4x^{3}y^{2}-z+7x+7y^{2}z^{4}-5\quad \rightarrow \quad \mathrm {gr} (Q)=6\quad [=\mathrm {gr} (7y^{2}z^{4})]}

## Grau absolut i relatiu
El  grau absolut  i el  grau relatiu  són operacions matemàtiques realitzades sobre un  terme  d'un polinomi.
Ambdues tornen un nombre natural.

### Grau absolut
S'obté amb la suma dels exponents de totes les variables. El valor absolut és l'operació matemàtica més eloqüent de la algebra, ja que aquesta operació suma els potenciadors de l'operació.
Exemple:
Atès el terme:
Grau absolut ({\displaystyle 23*a^{2}*v^{3}*c^{3})=3+3+2=8\,}

### Grau relatiu
Es defineix com l'exponent que li correspon a cadascuna de les variables
A partir de {\displaystyle 23*a^{2}*v^{3}*c^{3}\,} es té:
- Grau relatiu {\displaystyle (a,23*a^{2}*v^{3}*c^{3})=2\,}
- Grau relatiu {\displaystyle (v,23*a^{2}*v^{3}*c^{3})=3\,}
- Grau relatiu {\displaystyle (c,23*a^{2}*v^{3}*c^{3})=3\,}

## Exemples

### Equacions amb una sola incògnita
Una equació algebraica amb una incògnita és una igualtat entre dos membres (els dos costats del signe "=") són polinomis. Per exemple: {\displaystyle 2x^{3}+6x-4=1-x^{2}\,} és una equació algebraica que porta (la {\displaystyle x}). El grau d'una equació és el major de tots els exponents als quals està elevada la incògnita.

### Equacions amb diverses incògnites
Quan tenim una equació algebraica amb diverses incògnites, s'estudia el grau de diferent manera. Un monomi és un producte d'incògnites, multiplicades al seu torn per nombres. Per exemple, {\displaystyle xy} és un monomi, perquè seria la multiplicació de les incògnites {\displaystyle x} i {\displaystyle y}, i al seu torn està multiplicat tot per 1 (que no es posa perquè multiplicar per 1 és com no fer res). Un altre exemple de monomi seria {\displaystyle -{\frac {7}{3}}x^{3}y^{2}z^{6}}. Aquí les incògnites són {\displaystyle x}, {\displaystyle y}, {\displaystyle z}, es multipliquen així: la {\displaystyle x} es multiplica tres vegades a si mateixa (perquè {\displaystyle x^{3}=x\cdot x\cdot x}), la {\displaystyle y} es multiplica dues vegades a si mateixa, la {\displaystyle z} es multiplica sis vegades a si mateixa, i els tres resultats es multipliquen entre si. Finalment es multiplica tot pel nombre {\displaystyle -{\frac {7}{3}}}.
Per calcular el grau d'una equació amb diverses incògnites, abans hem de calcular els graus de cadascun dels monomis que apareixen en l'equació. El grau d'un monomi es calcula sumant els exponents de les incògnites que apareixen en el monomi. Per exemple, el grau del monomi {\displaystyle xy} és 2, perquè és la suma de l'exponent de {\displaystyle x} (que és 1, perquè {\displaystyle x=x^{1}}) i de l'exponent de {\displaystyle y} (que també és 1). El grau del monomi {\displaystyle {\frac {7}{3}}x^{3}y^{2}z^{6}} és 11, que és la suma de 3 (exponent de {\displaystyle x}), 2 (exponent de {\displaystyle y}) i 6 (exponent de {\displaystyle z}). Nota: el grau del monomi {\displaystyle 5x^{2}} seria 2, és a dir, seria l'exponent de la incògnita, i que sempre podem considerar que en un monomi apareixen totes les incògnites que hi ha en l'equació, amb només considerar que estan elevades a l'exponent 0. Per exemple, en l'equació {\displaystyle xy-13y^{3}=4} els monomis són {\displaystyle xy} (apareixen les dues incògnites de l'equació, i el seu grau és 2), {\displaystyle -13y^{3}} (apareix només la incògnita {\displaystyle y}, però podem considerar que apareix també {\displaystyle x} amb exponent 0, ja que {\displaystyle x^{0}=1}) i {\displaystyle 4} (no apareixen ni {\displaystyle x} ni {\displaystyle y}, però podem considerar que apareixen com {\displaystyle x^{0}y^{0}}). Així, podem veure l'equació com {\displaystyle xy-13x^{0}y^{3}=4x^{0}y^{0}}. Això no canvia el grau de cap dels monomis. El monomi 4 té llavors grau 0.
Ara estem en condicions de calcular el grau d'una equació de diverses incògnites. Aquest és el més gran dels graus de tots els monomis que apareixen en l'equació. Per exemple, en l'equació {\displaystyle xy-13y^{3}=4} el grau és 3, que l'el grau més gran entre els graus de tots els monomis de l'equació (que són 2, 3 i 0).
És fàcil veure que el grau d'una equació amb una incògnita no és altra cosa que un cas particular del grau d'una equació amb diverses incógnites.